# Partido de la Moderación y el Desarrollo
El Partido de la Moderación y el Desarrollo (en persa: حزب اعتدال و توسعه‎, romanizado: Hezb-e E'tedāl va Towse'eh) es un partido político iraní pragmático-centrista que celebró su primer congreso en 2002.

## Plataforma
El partido es parte de la facción llamada "derecha modernista", "reformistas moderados" y "tecnócratas" formada por burócratas, industriales y gerentes de alto nivel. Se trata de una plataforma sobre modernización y crecimiento económico en lugar de justicia social, junto con el Partido de Ejecutivos de la Construcción y el Partido Laborista Islámico. El partido se ha aliado con la Coalición Popular de Reformas y la Coalición Generalizada de Reformistas en las elecciones parlamentarias y ha tenido buenas relaciones tanto con el programa de reformas de Mohammad Khatami como con Akbar Hashemi Rafsanjani. En abril de 2017, el partido se unió al consejo supremo de reformistas encargados de formular políticas.
Algunas fuentes los tildaron de ser parte del campo conservador de la década de 2000 o de reformistas bajo el liderazgo de Akbar Hashemi Rafsanjani. En 2003, el portavoz del partido escribió en Hamshahri que el partido se considera uno de los "verdaderos reformistas". quienes son idealistas considerando "realidades sociales" interpretadas con el "principio de moderación".
Según Ali Afshari, el partido prioriza la expansión económica y sigue políticas de libre mercado, sin embargo, una facción minoritaria representada por miembros como Nobakht, aboga por la economía institucional y sostiene que el gobierno debería interferir para regular los mercados hasta cierto punto. transformaciones políticas y culturales, y creen que el activismo político sólo debe realizarse dentro del marco de la constitución. El partido también abraza la Wilayat Faqih.

## Candidatos presidenciales
| Año  | Candidato                |
| ---- | ------------------------ |
| 2001 | Mohammad Khatami         |
| 2005 | Akbar Hashemi Rafsanjani |
| 2009 | Mir-Hossein Mousavi      |
| 2013 | Hassan Rouhani           |
| 2017 | Hassan Rouhani           |